# 专题地图
专题地图或稱主題圖，是表现特定主题或者属性的地图。与表现常用地理特征（如森林、道路和政区边界等）的普通参考地图相比，专题地图强调空间中一种或少数几种地理特征的分布。这些特征可以是自然特征，比如气候；也可以为人文特征，比如人口密度或健康问题。

## 发展
在专题地图产生之前，需要一个基本的制图元素，即地理底图精确度的提高。地图精度的逐步改进是一个渐进的步伐，甚至即使是在17世纪中叶，普通地图的质量依然低劣。然而，这一时期的地理底图已经足以显示适当的信息，使得专题地图应运而生。

## 专题地图的用途
专题地图主要有三个用途。首先，它提供了某一特定区域的详细资料。其次，它提供了空间分布的一般信息。再次，它可以比较两张或以上地图来研究空间分布情况。常见的例子是地图的人口统计数据，比如人口密度。当设计专题地图时，制图者必须平衡大量的因素以有效地表现数据。除此以外，还必须考虑空间精度、美学、人类视觉感知和表示格式。
地图的读者同样也很重要。何人“阅读”专题地图以及使用的目的可以帮助定义地图的设计。政治学家可能倾向于清晰、明确地表现国家边界的地图（地区分布图）。而生物学家虽然受益于地图上的国界，但却很少拘泥于这种人为划定的边界。因此在这种情况下，在一幅分区密度地图上所需要的信息是绘制半透明的国界线，以便读者参照。

## 地图专题的制图方法
地图学家使用许多方法来表现专题地图，其中的五种尤为常见。

### 地区分布图
最常用的专题制图方法。地区分布图适合表现每个列举对象平均分布的图形现象（设定区域内）。
原始数据，如人口分布，不宜使用该制图方法。如果可以从原始数据中获得引申值（比如人口密度），则可使用地区分布图来表现。

### 比例符号图
亦称为渐变符号，这种地图显示与之相关位置点（比如城市或者国家）的数据。数据被表现为比例大小，以表现现实中发生的差异。如果原始数据无法处理为比例显示，那么它就应该表现为与比例符号成正比的符号。

### 等值线图

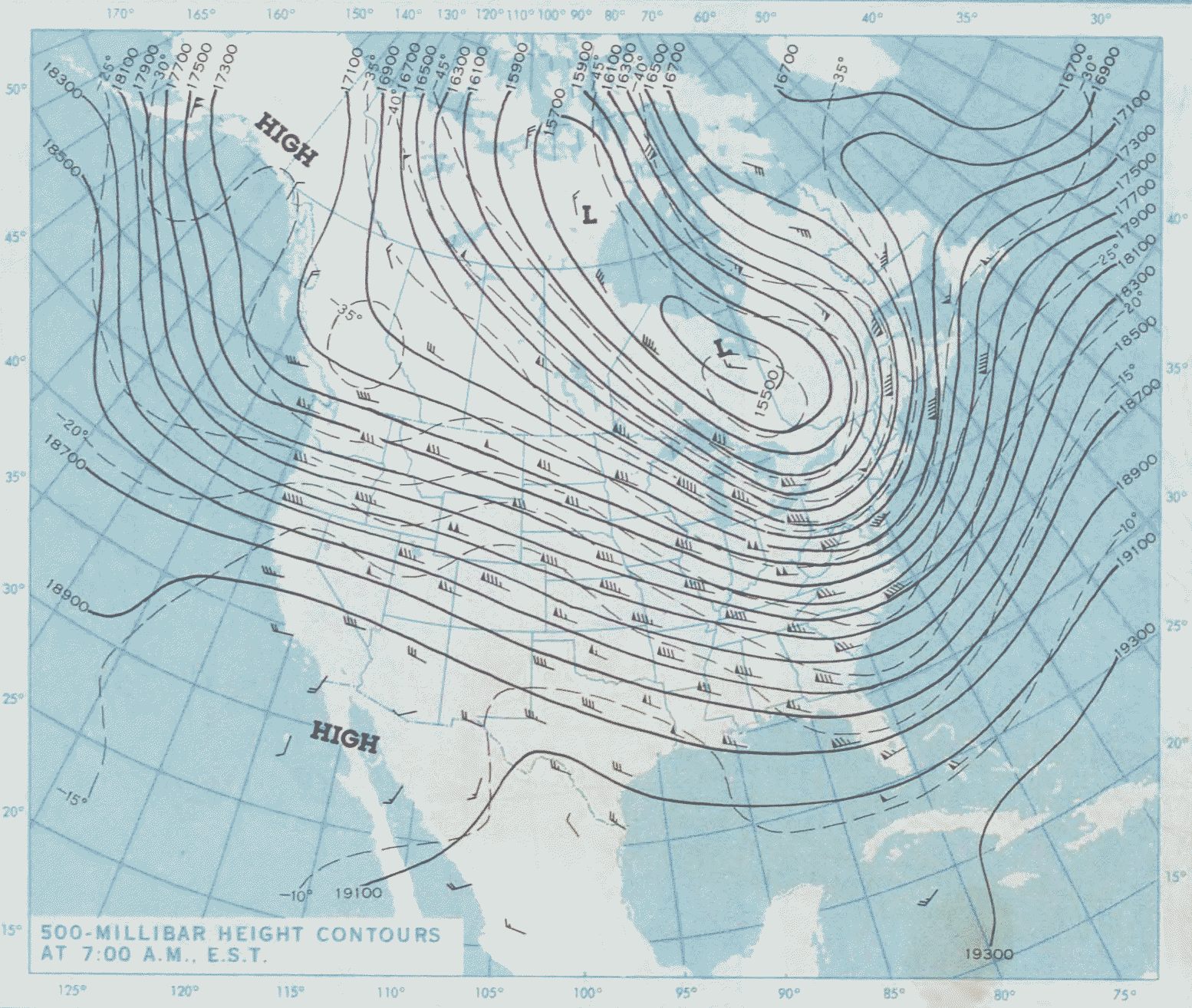
气压等值线图

这种地图也称为等高线图，用以表现平稳持续的现象，比如降水。该地图也十分适合表现三维图形，如地形图上的海拔。

### 点图
专题地图使用点来表现特性的存在或发生，并用以显示空间格局。斯诺博士（Dr. Snow）在其著名的地图中使用了这种方法。一个点代表一人死亡。但值得注意的是，一个点并非一定表示单一的事物，而是可以显示任何数量的实体——可以是14个犰狳、7个矮人，或者是100名选民。

### 分区密度图

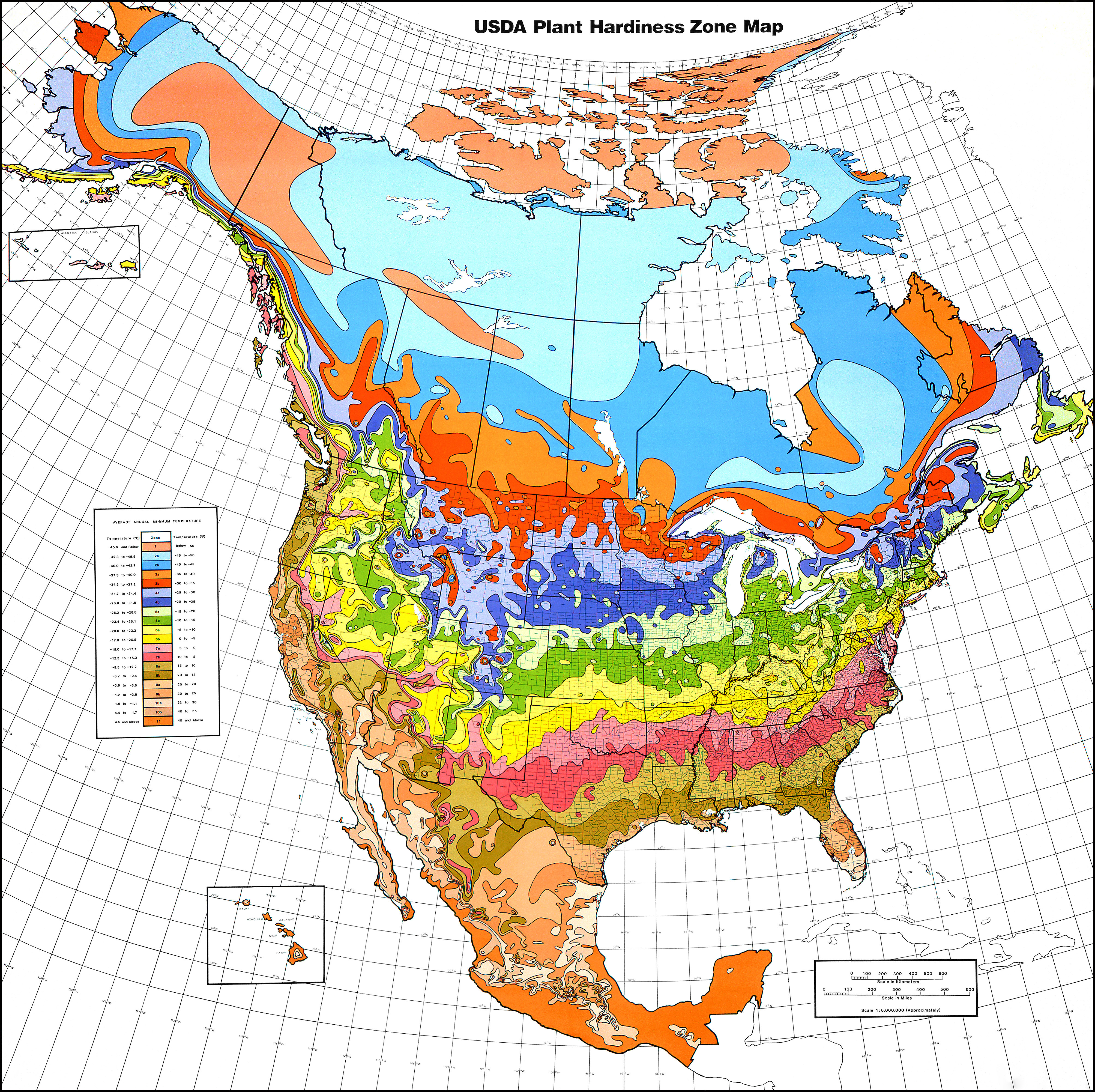
气候及植物抗寒区分区密度地图。

这种地图利用面积符号来表现专题。然而，虽然在分区密度地图上显示有边界，这些地理事物可能跨越多个地理分区。在数据集中，该内容表现了极端数据，而表现没有过渡的区域覆盖。因此，分区密度地图可能难以绘制，导致其并非很常见。